# Say My Name (chanson de David Guetta, Bebe Rexha et J Balvin)
Pour l’article homonyme, voir Say My Name.
Singles par David Guetta
Ice Cold
(2018) Better When You're Gone (en)
(2019)
Singles par Bebe Rexha
I'm a Mess
(2018) Last Hurrah
(2019)
Singles par J Balvin
Mocca
(2018) Reggaetón
(2018)
Say My Name est une chanson du disc jockey français David Guetta, de l'auteure-compositrice-interprète américaine Bebe Rexha et du chanteur colombien J Balvin issue de 7, le septième album studio de David Guetta. Elle est sortie comme single le 26 octobre 2018.

## Clip vidéo
Le clip vidéo de Say My Name est réalisé par Hannah Lux Davis (en), qui avait déjà collaboré avec David Guetta et Bebe Rexha pour le clip du single Hey Mama.

## Promotion
En novembre 2018, David Guetta et Bebe Rexha interprètent la chanson lors de la cérémonie des LOS40 Music Awards 2018 (en) puis pendant la 40e édition des NRJ Music Awards.

## Distinctions
David Guetta, Bebe Rexha et J Balvin gagnent le prix du single dance/électro de l'année pour Say My Name lors des NRJ DJ Awards 2019. Les artistes ont également reçu une nomination au prix de la meilleure vidéo dance lors des MTV Video Music Awards 2019 ainsi qu'une nomination au prix de la collaboration de l'année lors des BreakTudo Awards 2019.

## Classements et certifications
| Classement (2018-19)                       | Meilleure position |
| ------------------------------------------ | ------------------ |
| Allemagne (GfK Entertainment)              | 30                 |
| Allemagne (Top 20 Dance-Charts)            | 5                  |
| Argentine (Hot 100)                        | 50                 |
| Australie (ARIA)                           | 70                 |
| Autriche (Ö3 Austria Top 40)               | 25                 |
| Belgique (Flandre Ultratop 50 Singles)     | 23                 |
| Belgique (Flandre Ultratop 50 Airplay)     | 30                 |
| Belgique (Flandre Ultratop 50 Dance)       | 7                  |
| Belgique (Wallonie Ultratop 50 Singles)    | 10                 |
| Belgique (Wallonie Ultratop 50 Airplay)    | 13                 |
| Belgique (Wallonie Ultratop 50 Dance)      | 2                  |
| Canada (Hot 100)                           | 59                 |
| Colombie (National-Report)                 | 61                 |
| Communauté des États indépendants (Tophit) | 7                  |
| Croatie (HRT)                              | 47                 |
| Espagne (PROMUSICAE)                       | 18                 |
| États-Unis (Bubbling Under Hot 100)        | 3                  |
| États-Unis (Hot Dance/Electronic Songs)    | 10                 |
| France (SNEP)                              | 12                 |
| France (SNEP Ventes)                       | 8                  |
| France (SNEP Radio)                        | 5                  |
| Finlande (Suomen virallinen lista)         | 13                 |
| Grèce (IFPI Greece)                        | 53                 |
| Hongrie (Dance Top 40)                     | 1                  |
| Hongrie (Rádiós Top 40)                    | 6                  |
| Hongrie (Single Top 40)                    | 5                  |
| Hongrie (Stream Top 40)                    | 11                 |
| Irlande (IRMA)                             | 58                 |
| Italie (FIMI)                              | 65                 |
| Liban (The Official Lebanese Top 20)       | 2                  |
| Mexique (Mexico Ingles Airplay (en))       | 6                  |
| Norvège (VG-lista)                         | 37                 |
| Nouvelle-Zélande (Hot Singles)             | 10                 |
| Portugal (AFP)                             | 50                 |
| Pays-Bas (Nederlandse Top 40)              | 7                  |
| Pays-Bas (Single Top 100)                  | 10                 |
| Pays-Bas (Airplay)                         | 16                 |
| Pays-Bas (Dance)                           | 1                  |
| Pologne (ZPAV)                             | 4                  |
| Roumanie (Airplay 100)                     | 2                  |
| Royaume-Uni (UK Singles Chart)             | 91                 |
| Royaume-Uni (UK Dance Chart)               | 12                 |
| Russie (Tophit)                            | 12                 |
| Slovaquie (IFPI Rádio)                     | 4                  |
| Slovaquie (IFPI Singles Digitál)           | 51                 |
| Slovénie (SloTop50)                        | 8                  |
| Suède (Sverigetopplistan)                  | 30                 |
| Suisse (Schweizer Hitparade)               | 14                 |
| Suisse (Charts Romandie)                   | 4                  |
| Tchéquie (IFPI Singles Digitál)            | 84                 |
| Ukraine (Tophit)                           | 1                  |

| Classement (2018)                          | Position |
| ------------------------------------------ | -------- |
| Belgique (Wallonie Ultratop Dance)         | 71       |
| États-Unis (Dance/Electronic Songs (en))   | 91       |
| Hongrie (Dance)                            | 84       |
| Hongrie (Stream)                           | 66       |
| Pays-Bas (Nederlandse Top 40)              | 89       |
| Pays-Bas (Dance)                           | 44       |
| Classement (2019)                          | Position |
| Belgique (Flandre Ultratop)                | 90       |
| Belgique (Flandre Ultratop Dance)          | 40       |
| Belgique (Wallonie Ultratop)               | 70       |
| Belgique (Wallonie Ultratop Dance)         | 29       |
| Communauté des États indépendants (Tophit) | 26       |
| Espagne (Promusicae)                       | 56       |
| Espagne (Promusicae Radio)                 | 7        |
| États-Unis (Dance/Electronic Songs)        | 39       |
| France (SNEP)                              | 51       |
| Hongrie (Dance)                            | 6        |
| Hongrie (Radio)                            | 18       |
| Hongrie (Single)                           | 25       |
| Hongrie (Stream)                           | 29       |
| Pays-Bas (Nederlandse Top 40)              | 40       |
| Pays-Bas (Single Top 100)                  | 57       |
| Pologne (Polish Airplay Top 100)           | 29       |
| Roumanie (Airplay 100)                     | 20       |
| Russie (Tophit)                            | 57       |
| Slovénie (SloTop50)                        | 23       |
| Suisse (Schweizer Hitparade)               | 49       |
| Ukraine (Tophit)                           | 4        |

| Région | Certification | Ventes/Streams |
| --- | ------------- | -------------- |
| Allemagne (BVMI) | Or            | 200 000‡       |
| Autriche (IFPI) | Or            | 15 000*        |
| Belgique (BEA) | Or            | 20 000*        |
| Canada (MC) | Platine       | 80 000‡        |
| Espagne (Promusicae) | Platine       | 40 000^        |
| France (SNEP) | Diamant       | 333 000‡       |
| Italie (FIMI) | Platine       | 50 000‡        |
| Mexique (Amprofon) | Or            | 30 000*        |
| Pologne (ZPAV) | 2 × Platine   | 40 000*        |
| Royaume-Uni (BPI) | Argent        | 200 000‡       |
| *Ventes selon la certification ^Mise en rayon selon la certification xNon précisé par la certification ‡ventes/streaming selon la certification |               |                |